# TV Chosun
TV Chosun (Hangul: TV조선, MOCT: TV Joseon) – południowokoreańska stacja telewizyjna założona w 2011 roku i obsługiwana przez Chosun Broadcasting Company (kor. 조선방송주식회사), dostępna jako telewizja kablowa.
TV Chosun jest jednym z czterech nowych południowokoreańskich ogólnokrajowych stacji telewizji kablowych powstałych w 2011 roku: Channel A (Dong-a Ilbo), JTBC (JoongAng Group) oraz MBN (Maeil Kyungje). Cztery nowe kanały uzupełniły istniejące konwencjonalne stacje telewizyjne free-to-air jak KBS, MBC, SBS, a także inne mniejsze kanały uruchomione po deregulacji w 1990 roku.

## Historia
- 22 lipca 2009 – Zmiana prawa medialnego uchwaliła zgromadzenie narodowe Korei Południowej w celu deregulacji rynku mediów w Korei Południowej.
- 31 grudnia 2010 – JTBC, TV Chosun, MBN i Channel A wybrani jako nadawcy telewizji kablowej.
- 1 grudnia 2011 – TV Chosun rozpoczyna nadawanie.

## Programy
- Miss Trot (2019; 2020–2021)
- Mr. Trot (2020)

### Seriale
- Daegun – sarang-eul geurida (2018)
- Baramgwa gureumgwa bi (2020)
- Love (ft. Marriage and Divorce) (2021)